# FM Radio Shopping
『FM Radio Shopping』（エフエム・ラジオ・ショッピング）は、FM放送局各社で放送されていたラジオショッピング番組である。制作はジャパンエフエムネットワーク（JFNC）。

## 概要
地域により放送時刻や番組タイトルが異なったり、ネットのない系列局もある。
この番組は、日本直販（株式会社総通）が広告料を払って行っているラジオショッピングで、商品の選定などに局が絡んでおらず日本直販の商品を販売している。
また、祝日及び年末年始（12月29日 - 1月3日）は放送されない。
なお、総通が2012年11月9日に大阪地方裁判所へ民事再生法の適用を申請した後も、番組は同年12月27日まで継続していた。
このラジオショッピングの枠自体は継続しており、『はぴねすくらぶラジオショッピング』を経て『JFNラジオショッピング』を放送している（ジャパンエフエムネットワーク (企業)#JFNC制作の主な番組（JFNCオリジナルのラジオショッピング）を参照）。

## 番組進行
基本的にこの番組は、朝枠は『OH! HAPPY MORNING』のDJとショッピングキャスター、月 - 木曜の昼枠および夕枠は『flowers』、金曜の昼枠は『FRIDAY GOES ON!』のDJとショッピングキャスターが担当する。
フリーダイヤル番号案内（「フリーダイヤル0120……」）は、ショッピングキャスターではなく、番組DJが担当する。元はコーナー前と後にメロディに乗せて歌うスタイルのものが放送されていたが、後に商品の値段を紹介した後、ショッピングキャスターが「お問い合わせ、お申し込みは…」とコメントしてBGMに乗せる形で番組DJが読み上げるスタイルに変わった。
コーナーの最後に翌日または翌週月曜放送予定の商品の予告があった（その際、当該日が祝日 の場合「明日（来週月曜日）は祝日のためお休みです。□曜日（来週火曜日）は？」とコメントを付け加える）。2012年途中からは予告もしなくなった。
なお、尺の関係でショッピングキャスターは早口であることが多い。
番組末期には番組終了後に提供クレジットが放送されていた。
前述通り、2012年12月27日をもって終了した。
最終回は木曜日のため、進行役のDJは森とChigusa、ショッピング・キャスターは長年担当してきた長瀬であった。

## 出演者

### 各番組DJ
- OH! HAPPY MORNING：井門宗之（月・火）、森一丁（水・木）、小谷大輔（金）
- flowers：松本英子（月・火）、Chigusa（水・木）
- FRIDAY GOES ON! 〜あっ、それいただきっ!〜：斉藤リョーツ（金）
- 金曜の夕枠：井門宗之
flowersが金曜日に放送されないため、金曜日のみ独立枠で放送。

### ショッピング・キャスター
番組終了時点。
- 月・火・水：長瀬真（）
この番組のほかにもRFラジオ日本では、「ザ・ホットライン 東京わがままモーニング」や「おはよう!スプーン」を担当していた。
- 水・木・金：堀越美穂（）
過去には「やまだひさしのラジアンリミテッドDX」でライブリポーターを務めた。

### 過去に担当
番組DJ
- 朝
  - 坂本咲子 - 『L・Wellness〜素敵にトランタン〜』→『te quiero pa quiero』
  - 山川牧、中田美香、船守さちこ - 『Open Sesame!』
  - 椎名由紀 - 『SOMETHING』
  - 井門宗之 - 『Applause!〜週末の主役達へ〜』
- 昼
  - 平山陽子、小川もこ、石川小百合、磯野貴理子、牧野隆志、鈴木万由香、平井貴子、鈴木桃子、西任白鵠、中田美香 - 『ヒルサイド・アヴェニュー』
  - 矢村貴子 - 「ヒルサイド・アヴェニュー フライデー・スペシャル 『much ado noon』」
  - 中田美香、水谷ユミ、齊藤美絵、阿部ひろ - 『Wonderful Go!Go!』
  - 真木ひろか - 『flowers』（夕方兼任）
- 夕
  - 陣内大蔵 - 『夕方音楽』
  - DJ ALEX - 『JUNGLE Hotline』
  - 斉藤リョーツ - 『SUNSET JAM』（ここまで金曜夕枠兼任）
  - 東野純直 - 『AZ TIME MUSIC』

ショッピングキャスター
- 福田幸子 -  元ラジオプロショッパー（後述）のキャサリン福田。TBS954情報キャスターとしても活躍していた。
- 本多慶子
- 池田めぐみ
- 芝尚子

ほか

## JFNスタジオ発の放送時間
全て平日の放送。一部地域では別の時間帯で放送されていることがある。
- 10:10 - 10:15：OH! HAPPY MORNING放送枠
- 14:15 - 14:20：flowers（月 - 木）、FRIDAY GOES ON! 〜あっ、それいただきっ!〜（金）放送枠
- 15:42 - 15:47[4]：flowers（月 - 木）放送枠。金曜は独立枠で放送（局別）

## JFN系列局のネット局
2012年10月時点。
基本的に、JFNC発の番組である『OH! HAPPY MORNING』『flowers』『FRIDAY GOES ON!』をネットしている地域では、同時ネットする。ただし、ネット時間に自社番組を放送するために同時ネット出来ない場合は時差ネットする。逆に、自社制作番組を放送していてもこの部分を同時ネットする局もある。
2012年3月までは、朝・昼・夕が厳密に分けられていたが、2012年4月以降は編成に自由が利くようになったためか、特に昼と夕方を入れ替えて放送する地域も増えた。
2013年1月以降、朝・昼枠については『メディア・プライス はぴねすくらぶラジオショッピング』を放送する地域が増えた。
【凡例】○…JFN発時刻と同じ／△…時差ネット／◇…特定曜日時差ネット、断りが無い曜日はJFN発と同じ／×…ネットなし
| 放送局            | 朝                | 昼                | 夕                                       | 備考     |
| ----------------- | ----------------- | ----------------- | ---------------------------------------- | -------- |
| JFN発時刻         | 10:10             | 14:15             | （月曜 - 木曜）15:42 （金曜）15:32       |          |
| AIR-G'            | ×                 | ×                 | ×                                        | [ 注 1 ] |
| FM青森            | △ （10:15）       | ○                 | ◇ （金曜：13:50）                        |          |
| FM岩手            | ○                 | ○                 | △ （11:50）                              |          |
| Date fm           | ○                 | △ （15:50）       | △ （月曜 - 木曜：15:50） （金曜：11:30） |          |
| AFM               | ○                 | ○                 | ○                                        |          |
| Rhythm Station    | ○                 | ○                 | ◇ （木曜・金曜：15:50）                  |          |
| ふくしまFM        | ◇ （金曜：11:45） | ○                 | ◇ （金曜：15:32）                        |          |
| TOKYO FM          | ×                 | ×                 | ×                                        |          |
| interfm           | ×                 | ×                 | ×                                        |          |
| FMぐんま          | ×                 | ×                 | ×                                        |          |
| RADIO BERRY       | ○                 | ○                 | △ （月曜 - 木曜：11:50） （金曜：15:32） |          |
| FM-NIIGATA        | ◇ （金曜：10:01） | △ （13:55）       | △ （月曜 - 木曜：14:50） （金曜：16:55） |          |
| FMとやま          | ◇ （金：9:55）    | △ （14:50）       | △ （月曜 - 木曜：15:50） （金曜：15:55） |          |
| HELLO FIVE        | ○                 | ○                 | △ （15:50）                              |          |
| FM福井            | ○                 | ○                 | △ （15:50）                              |          |
| FM長野            | ◇ （金曜：9:55）  | ○                 | △ （月曜 - 木曜：11:50） （金曜：15:32） |          |
| FM AICHI          | ×                 | ×                 | ×                                        | [ 注 2 ] |
| Radio 80          | ○                 | ○                 | △ （16:21）                              |          |
| Radio CUBE FM三重 | ◇ （金曜：10:30） | ○                 | △ （月曜 - 木曜：13:50） （金曜：15:32） |          |
| K-MIX             | ×                 | ×                 | ×                                        |          |
| FM OSAKA          | ×                 | ×                 | ×                                        | [ 注 3 ] |
| Kiss FM KOBE      | ×                 | ×                 | ×                                        | [ 注 4 ] |
| e-radio           | ○                 | ○                 | △（16:21）                               |          |
| HFM               | ×                 | ×                 | ×                                        |          |
| FMY               | ○                 | ○                 | ◇ （金曜：13:25）                        |          |
| V-air             | ○                 | ○                 | ◇ （金曜：15:55）                        |          |
| FM岡山            | ○                 | ○                 | ◇ （金曜：16:50）                        |          |
| FM香川            | ○                 | ○                 | ◇ （金曜：15:55）                        |          |
| JOEU-FM           | ×                 | ×                 | ×                                        |          |
| Hi-Six            | ○                 | ○                 | ×                                        |          |
| FM徳島            | ○                 | ○                 | ◇ （金曜：15:50）                        |          |
| FM FUKUOKA        | ×                 | ×                 | ×                                        | [ 注 5 ] |
| fm nagasaki       | ○                 | ◇ （金曜：14:50） | △ （月曜 - 木曜：13:49） （金曜：9:25）  |          |
| FMS               | ○                 | ○                 | ◇ （月曜：15:55） （金曜：11:55）        |          |
| Air-Radio FM88    | ○                 | ○                 | △ （月曜 - 木曜：16:21） （金曜：15:32） |          |
| FMK               | ×                 | ×                 | ×                                        | [ 注 6 ] |
| JOY FM            | △ （10:55）       | ◇ （金曜：13:55） | ◇ （金曜：15:55）                        |          |
| μFM               | ○                 | ○                 | ◇ （金曜：15:45）                        |          |
| FM沖縄            | △ （10:05）       | △ （15:50）       | △ （16:25）                              |          |

1. ↑  自社版として、10:30（金曜は10:00）・13:26（金曜は13:25）・15:00（金曜は15:20）に「AIR-G'ショッピング ラディ・メルカート」を放送。
2. ↑  自社版として、10:15・14:15・15:25に「FM AICHI ラジオショッピング」を放送。
3. ↑  自社版として、9:15・（月曜 - 木曜）10:26 / （金曜）10:16・13:41・（月曜 - 木曜）14:50 / （金曜）15:41に「851ラジオショッピング」を放送。
4. ↑  過去に自社版として「Kiss ラジオショッピング」を放送していた。また、ネットしていた時期もある。
5. ↑  自社版として、10:47・（月曜 - 木曜）12:30・（月曜 - 木曜）13:48 / （金曜）15:51に「トクセン! FMラジオショッピング」を放送。
6. ↑  かつて放送していた。

タイトルを変更して放送する以下の4本は引き続き放送される。
- AIR-G' - AIR-G'ショッピング ラディ・メルカート
- FM AICHI - FM AICHIラジオショッピング
- FM OSAKA - 851ラジオショッピング
- FM FUKUOKA - トクセン! FMラジオショッピング

その後、AIR-G'・FM AICHI・FM OSAKAの3局は打ち切られた。FM FUKUOKAでは2021年1月現在も放送を継続しているほか、2020年10月からFM-NIIGATAでは月 - 木 14:50から『日本直販 presents FMラジオショッピング』を放送している。両局とも受付先の電話番号が同じであることと、ショッピングキャスターと内包先ワイド番組の出演者が掛け合う形で進行するポイントが共通している。
また、TOKYO FMではこのコーナーで紹介する商品を『テレマルシェ〜FMラジオショッピング』として別のキャスターとワイド番組のパーソナリティが掛け合いながら紹介していた。終了後は同系統の『TFM RADIO SHOPPING SHOPPING TOWER』が立ち上がったが、2008年1月で終了。それ以降はラジオショッピングそのものが放送されていない。

## JFN非加盟で放送する局
以前はTOKYO FM（TFM）でも「プレミアプレミアショッピング」という名で放送されていたが採算面から短期間で終了。現在はTFM放送対象地域である首都圏の独立放送局（FM）やAM放送局で同様の番組が放送されている。
- NACK5（埼玉県）
同じ「FM Radio Shopping」というタイトル。内容は堂尾弘子ら[7] と番組DJの掛け合いによるオリジナル制作だが、扱う商品・受付電話番号は同じ[8]。ただし、同枠の金曜はラジオショッピング枠なし[9]。提供名義は総通で開始前と開始後に提供クレジットがある[10]。なお、JFNCの放送終了後も番組を継続している[11]。JFNCと同様に祝日の場合はコーナーを休止する。
  - 月 - 木曜 午前中：「Fresh Up 9」（ - 2012年9月27日）→「monaka」（2012年10月1日 - 2019年3月28日）→「Smile SUMMIT」（2019年4月1日 - ）
  - 月 - 木曜 午後：「NACK ON TOWN」（ - 2011年3月31日）→「GOGOMONZ」（2011年4月4日 - ）
  - 日曜日：「SUNDAY BIRDS 〜遊びの天才〜」（ - 2016年9月25日）→「びーさんぼーいず〜Be SUNDAY BOYS〜」（2016年10月2日 - 2022年3月27日）→「Sunday Audio Show〜アナと日曜のパーマ〜」（2022年4月3日 - 2025年3月30日）→「INNOCENT SALON」（2025年4月6日 -）
- ベイエフエム（千葉県）
「Radio Pro Shopper」というタイトルで放送。オリジナル制作であるが扱う商品・受付電話番号は同じ[8]。なお、2013年1月25日までは提供名義が「総通」だった。
- ラジオ日本（神奈川県）
「ラジオ日本特選ラジオショッピング」というタイトルで放送。やはりオリジナル制作ではあるが扱う商品・受付電話番号は同じ[8]。
- TBSラジオ
「大沢悠里のゆうゆうワイド」内で「日本直販お昼のショッピング」を、「荒川強啓 デイ・キャッチ!」内で「日本直販とことんラジオショッピング」を放送。これもオリジナル制作であるが扱う商品・受付電話番号は同じであるため提携している[要出典]模様。